# Imortal Desportivo Clube
Imortal Desportivo Clube je portugalski športski klub iz gradića Albufeire u okrugu Faro, Algarve. Klub je utemeljen 1920. godine.
Osim nogometnog odjela, ima i košarkaški odjel. 
Trenutačni predsjednik (stanje rujan 2006.) je Adolfo Gregório.
Trenutačni trener je José "Zé" Fernandes.
U sezoni 2005/06., seniorska momčad se natjecala u 2ª divisão B, série D. 
Nogometna momčad igra svoje utakmice na stadionu Municipal de Albufeira, kapaciteta 3500 gledatelja.
Klupske boje na grbu su crvena (prevladavajuća) uz manje bijele dijelove.